# Samelaun
Samelaun (Samelau) ist eine osttimoresische Aldeia im Suco Ritabou (Verwaltungsamt Maliana, Gemeinde Bobonaro). 2015 lebten in der Aldeia 500 Menschen.

## Geographie
Samelaun liegt im Zentrum des Sucos Ritabou. Südlich liegen die Aldeias Uat und Timatan, östlich die Aldeia Diruaben und nordwestlich die Aldeia Moleana. Im Westen grenzt Samelaun an den Suco Odomau und im Südwesten der Suco Raifun. Die Überlandstraße von der Gemeindehauptstadt Maliana nach Hatolia Vila führt durch den Osten der Aldeia. An der Straße liegt der Ort Samelaun.

## Politik
2023 wurde Celino Bendito zum Chefe de Aldeia gewählt.